# Везуз
Везу́з (фр. Vezouze) — река во Франции.
Находится на северо-востоке страны. Исток расположен в Вогезах в окрестностях Сен-Совёр (Мёрт и Мозель). Везуз является одним из правых притоков реки Мёрт.
Река Везуз с зимним паводком, с декабря по март включительно максимум в январе-феврале. Самый низкий уровень воды в реке летом, в период с июля по сентябрь включительно.
Длина реки составляет около 75 км. Площадь бассейна насчитывает 563 км². Средний расход воды — 6,8 м³/с. Имеет ряд небольших притоков.